# Tanistry
Tanistry (schott.-gälisch tànaisteachd [ˈt̪ʰaːn̪ˠaʃtʃʲaxt̪], irisch tánaisteacht [ˈt̪ˠaːnɪɕtʲəxt], Manx Tanishtagh [ˈtanʲɪʃtəx], deutsch Thanwahl, Anführerwahl oder Wahl des designierten Thronerben/Nachfolgers, abgeleitet von altirisch tánaise (designierter Erbe)) war ein Brauch bei zahlreichen keltischen Stämmen in Irland, Schottland und auf der Isle of Man, den Nachfolger des Königs oder des Häuptlings des Clans durch die Anführer der Sippen zu wählen, alternativ auch durch alle Männer des jeweiligen Clans. Die Nachfolgeregelungen der Alpin-Dynastie der schottischen Könige respektierte die Tanistry-Tradition bis mindestens 1034. Noch um 1090 wurde dieser Brauch vereinzelt angewendet.
Der gewählte Than (Anführer, designierter Nachfolger) musste volljährig und ohne jeden Makel sein, psychisch wie physisch. Die Wahl erfolgte zu Lebzeiten des herrschenden Königs oder Clanhäuptlings unter dessen Teilnahme, und der Erwählte trug dann den Titel „Than“ (engl. tanist, irisch tánaiste). Er ersetzte den König oder Häuptling im Todesfall oder unter besonderen Umständen. Sobald dieser Fall eintrat, wurde ein neuer Than gewählt, so dass immer ein Nachfolger zur Verfügung stand. Die Wahl fiel nicht unbedingt auf den Sohn des jeweiligen Königs, denn das Prinzip der Primogenitur galt nicht. Das Tanistry-System führte oft zu einer Rotation zwischen den mächtigsten Linien des Klans oder der herrschenden Dynastie. Obwohl so ursprünglich nicht vorgesehen, sorgte das Tanistry-System für ein Gleichgewicht der Kräfte zwischen verschiedenen Linien des Clans. Andererseits war es Ursache für ständige Auseinandersetzungen innerhalb von Familien und zwischen einzelnen Clans mit nicht selten vernichtenden Folgen. Nach P. B. Ellis werden die Auseinandersetzungen allerdings oft überschätzt. Dass nicht der Sohn eines Königs dessen Nachfolger wurde, sei üblich und indiziere keineswegs gewalttätige Auseinandersetzungen. Nicht ausgeschlossen war ein Klanführer weiblichen Geschlechts (z. B. Baodicea, Herrscherin der Iceni). Die Britannier machen nämlich in der herrschenden Stellung zwischen den Geschlechtern keinen Unterschied.
Das Wort wird in abgewandelter Form noch heute im politischen System der Republik Irland verwendet. Der Premierminister ist der Taoiseach, der Vizepremierminister ist der Tánaiste.